# Phytomyza kasi
Phytomyza kasi är en tvåvingeart som beskrevs av Henry Wetherbee Henshaw 1989. Phytomyza kasi ingår i släktet Phytomyza och familjen minerarflugor. Inga underarter finns listade i Catalogue of Life.